# Ван Лерберг, Шарль
Шарль Ван Лерберг  (фр. Charles van Lerberghe; 1861—1907) — бельгийский поэт, новеллист и драматург. Писал на французском языке.
Окончил Брюссельский университет. Сочинения Лерберга примыкают к творчеству парнасцев и символистов, но не могут быть отнесены к ним бесспорно: лишь некоторые пьесы Лерберга проникнуты мистическим духом.
На стихи Ван Лерберга писал музыку Габриэль Форе .

## Сочинения
- 1889 — одноактная драма «Они почуяли» (1892, «Театр д’ар»)
- «Мадемуазель Коси-Сено, или Синяя паучиха» (постановлена в России в 1915 году в Передвижном театре под рук. П. П. Гайдебурова)
- 1906 — «Пан» (Театр «Эвр»; поставлена в Театре им. В. Ф. Комиссаржевской в 1917 году)
- 1909 — «Ищейки» (Драма, перевод с французского К.Бальмонта и Елены Ц.)

Кроме К.Бальмонта, стихи Ван Лерберга на русский переводили Иван Тхоржевский, Сергей Рафалович, Борис Пастернак.